# Кам'янка (Волноваський район)
Ка́м'янка (до 1946 року — Нова Карань, урум. Йаны Карани) — село Мирненської селищної громади Волноваського району Донецької області, Україна.

## Географія
У селі бере початок річка Тернова.

## Загальні відомості
Підпорядковане Новоселівській сільській раді. Населення — 1050 осіб. Відстань до райцентру становить близько 33 км і проходить автошляхом Т 0512.
Село межує з територією с. Лідине Волноваського району Донецької області. Неподалік від села розташована залізнична платформа Кам'янка залізничної дільниці Волноваха — Маріуполь. Через село проходив регулярний автобусний маршрут Бойківське — Андріївка (станція Карань).

## Війна на сході України
20 травня 2015 року біля Кам'янки загинув під час обстрілу із САУ російськими збройними формуваннями солдат 20-го мотопіхотного батальйону Вадим Височин.

## Населення
За даними перепису 2001 року населення села становило 1050 осіб, із них 1,9 % зазначили рідною мову українську, 97,24 % — російську та 0,29 % — грецьку мову.